# Castilló del Pla
Castilló del Pla (o Castelló del Pla) és un poble (762 msnm) de l'antic terme de Pilzà, pertanyent al municipi de Benavarri, a la Baixa Ribagorça, actualment dins de la província d'Osca. Està situat al límit amb la Llitera, al peu de la serra de la Corrodella, des d'on s'estén una extensa plana fins al Molar de Camporrells. S'han trobat en les seves rodalies jaciments prehistòrics.

## Monuments
- Església parroquial de el segle xviii.[4]